# Jump Ultimate Stars
Jump Ultimate Stars— двухмерный файтинг для платформы Nintendo DS, разработанный компанией Ganbarion и изданный Nintendo для портативной приставки Nintendo DS в ноябре 2006 года.
Игра является сиквелом файтинга 2005 года Jump Super Stars. JUS повторяет многие механики предшественника, но также содержит и некоторые новые. Так же были добавлены новые персонажи, в том числе и играбельные. В игре представлено персонажи семнадцати новых серий манги. Всего 305 персонажей из 41 серии манги, из которых 56 играбельные. Все представленные манги печатаются или печатались в журнале Weekly Shonen Jump.

## Представленные серии и персонажи
Большинство серий представлены как минимум одним играбельным персонажем. Большинство боевых персонажей так же являются персонажами поддержки и персонажами помощи. Однако есть и исключения: Саске Учиха, Рао, Фриза, Маджин Буу и Хэйхати Эдадзима. Эти персонажи так же являются персонажами помощи, но не имеют карточек поддержки.
- Black Cat
  - 5 персонажей (2 боевых, 1 поддержки, 2 помощи)
  - боевые персонажи: Ева и Трейн Хартнет
- Bleach
  - 17 персонажей(4 боевых, 7 поддержки, 6 помощи)
  - боевые персонажи: Ичиго Куросаки, Рукия Кучики, Тосиро Хицугая и Рэндзи Абараи
  - Ичиго Куросаки эволюционирует в Ичиго Банкай (ур.7) и Ичиго Банкай в маске пустого (ур.8)
- Bobobo-bo Bo-bobo
  - 12 персонажей (2 боевых, 4 поддержки, 6 помощи)
  - боевые персонажи: Бобобобо Бобобо и Дон Патч
- Buso Renkin
  - 4 персонажей (1 боевой, 0 поддержки, 3 помощи)
  - боевой персонаж: Муто Кадзуки
- Captain Tsubasa*
  - 5 персонажей (0 боевых, 3 поддержки, 2 помощи)
- Cobra*
  - 3 персонажа (все поддержки)
- D.Gray-man
  - 9 персонажей (2 боевых, 3 поддержки, 4 помощи)
  - боевые персонажи: Аллен Уолкер и Ленали Ли
- Death Note
  - 5 персонажей (все поддержки)
  - Ягами Лайт и Рюк считаются одним персонажем.
- Dr. Slump
  - 7 персонажей (2 боевых, 2 поддержки, 3 помощи)
  - боевые персонажи: Аралэ Норимаки и Доктор Маширито
- Dragon Ball
  - 13 персонажей (7 боевых, 2 поддержки, 4 помощи)
  - боевые персонажи: Сон Гоку, Вегета, Сон Гохан (форма Супер Саян), Готенкс, Пикколо, Фриза и Маджин Буу
  - Гоку эволюционирует в Супер Саян Гоку (ур.6), Супер Саян 2 Гоку (Супер Саян 3 в атаке Камехамеха) (ур.7) и Супер Саян Вегетто (ур.8)
  - Вегета эволюционирует в Супер Саян Вегету (ур.5) и Супер Саян 2 Вегету (ур.6)
  - Гохан эволюционирует в Супер Саян Гохана (ур.5)
  - Готенкс эволюционирует в Супер Саян 3 Готенкса (ур.5, ур.6)
- Eyeshield 21
  - 17 персонажей (0 боевых, 11 поддержки, 6 помощи)
  - Братья Ха-Ха в качестве одного персонажа.
- Кулак Полярной звезды*
  - 7 персонажей (2 боевых, 2 поддержки, 3 помощи)
  - боевые персонажи: Кэнсиро и Рао
- Gintama
  - 13 персонажей (2 боевых, 6 поддержки, 5 помощи)
  - боевые персонажи: Гинтоки Саката и Кагура
- Hoshin Engi*
  - 4 персонажа (1 боевой, 1 поддержки, 2 помощи)
  - боевой персонаж: Таикоубоу
- Hunter × Hunter
  - 7 персонажей(2 боевых, 3 поддержки, 2 помощи)
  - боевые персонажи: Гон Фрикс и Киллуа Зольдик
- I"s*
  - 4 персонажа (0 боевых, 2 поддержки, 2 помощи)
- Strawberry 100%
  - 7 персонажей (0 боевых, 4 поддержки, 3 помощи)
- Jigoku Sensei Nūbē*
  - 4 персонажа (0 боевых, 2 поддержки, 2 помощи)
- JoJo's Bizarre Adventure
  - 10 персонажей (2 боевых, 6 поддержки, 2 помощи)
  - боевые персонажи: Дзётаро Кудзё и Дио Брандо
- Jungle King Tar-chan*
  - 4 персонажа (0 боевых, 1 поддержки, 3 помощи)
- Katekyo Hitman Reborn!
  - 10 персонажей (1 боевой, 6 поддержки, 3 помощи)
  - боевой персонаж: Цунаёси Савада (в паре с Реборном)

- Kinnikuman*
  - 10 персонажей(1 боевых, 7 поддержки, 2 помощи)
  - боевой персонаж: Kinnikuman
- Kochikame
  - 15 персонажей(1 боевых, 8 поддержки, 6 помощи)
  - боевой персонаж: Канкити Рёцу
- Majin Tantei Nōgami Neuro*
  - 4 персонажей(1 боевых, 0 поддержки, 3 помощи)
  - боевой персонаж: Нейро Ногами (в паре с Яко Кацураги)
- Midori no Makibaō*
  - 3 персонажа (0 боевых, 2 поддержки, 1 помощи)
- Muhyo & Roji's Bureau of Supernatural Investigation*
  - 7 персонажей (1 боевой, 4 поддержки, 2 помощи)
  - боевой персонаж: Тору Мухё
- Naruto
  - 9 персонажей (4 боевых, 1 поддержки, 4 помощи)
  - боевые персонажи: Узумаки Наруто, Учиха Саске, Харуно Сакура и Хатаке Какаси
  - Наруто эволюционирует в форму Кьюби (ур.7)
- Ninku*
  - 3 персонажа (1 боевой, 0 поддержки, 2 помощи)
  - боевой персонаж: Фускэ
- One Piece
  - 10 персонажей (6 боевых, 2 поддержки, 2 помощи)
  - боевые персонажи: Манки Д. Луффи, Ророноа Зоро, Нами, Санжи, Нико Робин и Фрэнки
  - Киви и Мозу в качестве одного персонажа
  - Манки Д. Луффи эволюционирует в Луффи: Вторая передача (ур.7, ур.8)
- Pyu to Fuku! Jaguar
  - 7 персонажей (1 боевой, 3 поддержки, 3 помощи)
  - боевой персонаж: Ягуар Яничи
- Rokudenashi Blues*
  - 5 персонажей (0 боевых, 1 поддержки, 4 помощи)
- Rurouni Kenshin
  - 7 персонажей (1 боевой, 4 поддержки, 2 помощи)
  - боевой персонаж: Химура Кэнсин
- Saint Seiya*
  - 7 персонажей(1 боевых, 4 поддержки, 2 помощи)
  - боевой персонаж: Пегас Сея
  - Пегас Сея эволюционирует в Стрельца Сея (ур.8)
- Sakigake!! Otokojuku*
  - 10 персонажей (2 боевых, 4 поддержки, 4 помощи)
  - боевые персонажи: Момотаро Цуруги и Хэихати Эдадзима
- Shaman King
  - 8 персонажей (2 боевых, 1 поддержки, 5 помощи)
  - боевые персонажи: Йо Асакура и Анна Кёяма
- Slam Dunk
  - 7 персонажей (0 боевых, 5 поддержки, 2 помощи)
- Taizō Mote King Saga*
  - 3 персонажа (0 боевых, 2 поддержки, 1 помощи)
- The Prince of Tennis
  - 9 персонажей (все поддержки)
  - Сюитиро Оиси и Эйдзи Кикумару в качестве одного персонажа
- Tottemo! Luckyman*
  - 3 персонажа (0 боевых, 2 поддержки, 1 помощи)
- Yu-Gi-Oh!
  - 5 персонажей (1 боевых, 1 поддержки, 3 помощи)
  - боевой персонаж: Ями Юги
- YuYu Hakusho
  - 6 персонажей (3 боевых, 1 поддержки, 2 помощи)
  - боевые персонажи: Юсукэ Урамэси, Курама и Хиэи